# Bovanj
Bovanj (cyr. Бовањ) – wieś w Serbii, w okręgu raskim, w gminie Tutin. W 2011 roku liczyła 37 mieszkańców.